# Геномная нестабильность
 Геномная нестабильность  (англ. genomic instability) (также «генетическая нестабильность» (англ. genetic instability) или «нестабильность генома» (англ. Genome instability)) определяется высокой частотой мутаций в геноме клеточной линии. Эти мутации могут включать в себя изменения в последовательности нуклеиновых кислот, хромосомные перестройки или анеуплоидию. Геномная нестабильность является центральным фактором канцерогенеза, но также фактором некоторых нейродегенеративных заболеваний, таких как боковой амиотрофический склероз или нервно-мышечное заболевание миотоническая дистрофия .
Источники геномной нестабильности только недавно были выяснены. Высокая частота внешне причиняемого ущерба ДНК может быть одним из источников геномной нестабильности, так как повреждения ДНК могут привести к неточному синтезу сквозь повреждения или ошибкам репарации, приводящим к мутации. Еще одним источником геномной нестабильности может быть эпигенетическое или мутационное снижение экспрессии генов репарации ДНК. Поскольку эндогенные (вызванные (метаболизмом) повреждения ДНК очень часты, в геномах клеток человека происходят в среднем более чем 60.000 раз в день, любое снижение репарации ДНК, вероятно, является важным источником геномной нестабильности.

## Обычная геномная ситуация
Как правило, все клетки индивидуума данного вида (растения или животного) представляют постоянное число хромосом, которые образуют то, что известно как кариотип, определяющий этот вид, хотя некоторые виды представляют собой весьма высокую изменчивость кариотипа. В организме человека мутации, которые изменили бы аминокислоту белка в кодирующей области генома происходит в среднем лишь 0,35 поколения (менее одного мутантного белка на поколение).
Иногда, в видах со стабильным кариотипом, могут наблюдаться случайные изменения, которые изменяют нормальное число хромосом. В других случаях, есть структурные изменения (хромосомные транслокации, делеции …), которые изменяют стандартный хромосомный набор. В этих случаях, указывается, что пострадавший организм демонстрирует геномную нестабильность (также  генетическую нестабильность , или даже  хромосомную нестабильность ). Процесс геномной нестабильности часто приводит к ситуации анеуплоидии, в которой клетки имеют количество хромосом выше или ниже нормального для вида.

## Геномная нестабильность в нейронных и нервно-мышечных заболеваниях
Из около 200 неврологических и нервно-мышечных расстройств, 15 имеют четкую связь с наследственным или приобретенным дефектом в одном из путей репарации ДНК или чрезмерном генотоксичном окислительном стрессе. Пять из них (пигментная сухость кожи, синдром Коккейна, трихотиодистрофия, Синдром Дауна и тройной синдром имеют дефект иссечения пути репарации нуклеотидной ДНК. Шесть (спиноцеребеллярная атаксия с аксональной нейропатией 1, болезнь Хантингтона, болезнь Альцгеймера, болезнь Паркинсона, синдром Дауна и боковой амиотрофический склероз), кажется, результат повышенного окислительного стресса и неспособности пути базовой эксцизионной репарации для обработки повреждений ДНК. Четыре из них (болезнь Хантингтона, различные спинномозговые и мозжечковые атаксии , атаксия Фридрейха и миотоническая дистрофия типа 1 и 2), часто имеют необычное увеличение повторяющихся последовательностей в ДНК, вероятно, приходящихся на геномную нестабильность. Четыре (атаксия телеангиэктазия, атаксия телеангиэктазия как беспорядок, синдром повреждения Неймегена и болезнь Альцгеймера) — неполноценность в генах, участвующих в репарации двухцепочечных разрывов ДНК. В целом, кажется, что окислительный стресс является основной причиной геномной нестабильности в мозге. Редкие неврологические заболевания возникают, когда путь, который обычно предотвращает окислительный стресс, является недостаточным, или путь репарации ДНК, который обычно ремонтирует повреждения, вызванные окислительным стрессом, оказывается недостаточным.

## Геномная нестабильность при раке
При раке, геномная нестабильность может происходить до или в результате трансформации. Геномная нестабильность может относиться к накоплению дополнительных копий ДНК или хромосом, хромосомным транслокациям, хромосомным инверсиям, хромосомным делециям, однонитевым разрывам в ДНК, двунитевым разрывам в ДНК, интеркаляциям инородных веществ в двойной спирали ДНК, или любым патологическим изменениям в третичной структуре ДНК, которые могут привести либо к потере ДНК, либо к неправильной экспрессии генов. Ситуации с геномной нестабильностью (а также анеуплоидией) широко распространены в раковых клетках и они считаются «визитной карточкой» для них. Непредсказуемый характер этих событий также является основным вкладом в неоднородности, наблюдаемые между опухолевыми клетками.
В настоящее время принято считать, что спорадические опухоли (несемейные) возникают из-за накопления нескольких генетических ошибок. В среднем, рак молочной железы или толстого кишечника может иметь от 60 до 70 белковых мутационных изменений, из которых около 3 или 4 может быть «водителем» мутации, а остальные — «пассажирами» мутации. Любое генетическое или эпигенетическое поражение приведёт к увеличению скорости мутаций, как следствие — к увеличению приобретения новых мутаций, увеличивая вероятность развития опухоли. О процессе канцерогенеза, известно, что диплоидные клетки приобретают мутации в генах, ответственных за поддержание целостности генома), а также в генах, которые непосредственно контролируют клеточную пролиферацию. Генетическая нестабильность может происходить из-за недостатков в репарации ДНК, или из-за потери или увеличения числа хромосом, или из-за крупномасштабных хромосомных перестроек. Потеря генетической стабильности будет способствовать развитию опухоли, так как она покровительствует поколению мутантов, которые могут быть выбраны в окружающей среде.

### Низкая частота мутаций без рака
Белок кодирующих областей человеческого генома, в совокупности называемый экзом составляет лишь 1,5 % от общего генома. Как уже отмечалось выше, обычно имеется только в среднем 0,35 мутаций в экзоме за поколение (родитель ребенка) в организме человека. Во всём геноме (в том числе и не кодирующих белок регионах) существует всего около 70 новых мутаций на поколение у людей.

### Причина мутаций при раке
Вероятно, главной основной причиной мутаций при раке — повреждение ДНК. Например, в случае рака легких, повреждение ДНК, вызывается агентами экзогенного генотоксичного табачного дыма (например, акролеином, формальдегидом, акрилонитрилом, 1,3-бутадиен ацетальдегидом, окисью этилена и изопреном). Эндогенное (вызванное метаболизмом) повреждение ДНК также очень часто, происходит в среднем более чем 60.000 раз в день в геномах клеток человека. Внешне и эндогенно причиненные потери могут быть преобразованы в мутации при неточном синтезе сквозь повреждение или неточной репарации ДНК (например, с помощью присоединения негомологичных окончаний). Кроме того, повреждения ДНК могут также привести к эпигенетическим изменениям в процессе репарации ДНК. Как мутации, так и эпигенетические изменения (эпимутации), могут способствовать развитию рака.

### Высокая частота мутаций при раке
Как отмечалось выше, около 3 или 4 водителей мутаций и 60 пассажиров мутаций проходят в экзоме (кодирующей (белок области) рака. Тем не менее, гораздо большее число мутаций происходят в не кодирующих белок областях ДНК. Среднее число мутаций в последовательности ДНК всего генома образца ткани рака молочной железы составляет около 20000. В среднем образце ткани меланомы (где меланомы имеют более высокую частоту мутаций экзома) общее количество последовательностей ДНК с мутациями около 80000.

### Причина высокой частоты мутаций при раке
Высокая частота мутаций всего генома при раке предполагает, что, часто в начале, причиной канцерогенных изменений может быть недостаток репарации ДНК. Частота мутаций существенно возрастает(иногда в 100 раз) в клетках, дефектных в плане несоответствия репарации ДНК или в гомологичной рекомбинационной репарации ДНК. Кроме того, к этому приводят хромосомные перестройки и увеличение анеуплоидии гена BLM у человека с дефектом репарации ДНК.
Дефицит репарации ДНК, сам по себе, может позволить накапливаться повреждениям ДНК, и подверженный ошибкам синтеза сквозь повреждения в некоторых из них, может привести к мутациям. Кроме того, неисправность репараций этих накопленных повреждений ДНК может привести к эпигенетическим изменениям или эпимутациям. В то время как мутации или эпимутации в гене репарации ДНК, сами по себе, не обладают селективным преимуществом, например дефект репарации может осуществляться в качестве пассажира в клетке, когда клетка приобретает дополнительную мутацию/эпимутацию, чтобы обеспечить пролиферативное преимущество. Такие клетки, как с пролиферативным преимуществом и одним или несколькими дефектами репарации ДНК (вызывающих высокую частоту мутаций), вероятно, приводят к от 20000 до 80000 мутациям общего генома, часто наблюдаемых при раке.

### Дефицит репарации ДНК при раке
В соматических клетках, недостатки в репарации ДНК иногда возникают в результате мутаций в генах репарации ДНК, но гораздо более часто из-за эпигенетических сокращений экспрессии этих генов. Таким образом, из 113 последовательностей колоректального рака, только в четырех были соматические миссенс-мутации в гене репарации ДНК MGMT, в то время как большинство этих раков сократили экспрессию MGMT из-за метилирования области промотора MGMT.
Аналогично, для 119 случаев колоректального рака, классифицируемых как дефицитное несоответствие репарации ДНК и нехватки экспрессии гена PMS2, Pms2 было недостаточно в 6 случаях из-за мутаций в гене PMS2, в то время как в 103 случаях экспрессия PMS2 было недостаточной, потому что его парный партнер MLH1 был репрессирован для метилирования промотора (белок (PMS2 является нестабильным в отсутствие MLH1). В других 10 случаях потери экспрессии PMS2, были вероятно, из-за эпигенетических гиперэкспрессий микроРНК, Мир-155, которые регулируют MLH1.
Частичный список эпигенетических недостатков, обнаруженных в генах репарации ДНК в спорадических раках, включают в себя частоту между 13 % −100 % от эпигенетических дефектов в генах: BRCA1, WRN, FANCB, FANCF, MGMT, MLH1, MSH2, MSH4, ERCC1, XPF, NEIL1 и ATM, располагающих в том числе к раку молочной железы, яичников, толстой кишки, головы и шеи. Было обнаружено два или три эпигенетических недостатка в экспрессии ERCC1, XPF и/или PMS2 происходящих одновременно в большинстве из 49 случаев рака толстой кишки. Некоторые из этих недостатков репарации ДНК могут быть вызваны эпимутациями в микроРНК.